# Тепловой эквивалент работы
Тепловой эквивалент работы {\displaystyle A} — коэффициент пропорциональности между механической работой {\displaystyle L}, затрачиваемой при выделении теплоты, и количеством выделившейся теплоты {\displaystyle Q}.
{\displaystyle Q=AL}.
Этот коэффициент всегда сохраняет одно и то же значение независимо от способа получение теплоты, вида работы, температуры тела и т.д.
Тепловой эквивалент работы является величиной, обратной механическому эквиваленту тепла {\displaystyle J}:
{\displaystyle A={\frac {1}{J}}}.
В системе МКГСС тепловой эквивалент работы равен 0,002345 ккал/кгс·м, в Международной системе единиц (СИ) {\displaystyle A=1}.

## Понятие теплоты. Эквивалентность теплоты и работы
В основе закона сохранения и превращения энергии лежит принцип эквивалентности различных форм движения материи (видов энергии). Было установлено, что различные формы движения материи (тепловая, механическая, электрическая, химическая и т. п.), количественными мерами которых являются количества соответствующих видов работ и теплоты, могут переходить в другие формы в строго опредёленных эквивалентных количествах, не зависящих ни от характера процесса преобразования, ни от условий протекания этого процесса.
Различие между теплотой и работой состоит в том, что они являются различными формами передачи энергии. Теплота представляет собой такую форму передачи энергии, которая определяется либо непосредственным контактом между телами (см. теплопроводность, конвекция), либо лучистым переносом энергии. Работа представляет собой иной механизм передачи энергии, при котором обязательно имеет место изменение объёма тела.
В ходе развития науки представления о теплоте изменялись. Во времена Аристотеля было распространено представление о том, что теплота является одним из «первичных качеств», присущих материи, причём каждому из тел это «первичное качество» присуще в различной мере. В XVII в. в трудах Декарта и Бэкона содержатся попытки связать представление о теплоте с движением частиц, из которых состоит тело. В связи с широким развитием калориметрии в XVIII в. в науке прочно укрепилось понятие теплорода, или флогистона — особой невязкой и невидимой жидкости, переходящей от более нагретых тел к менее нагретым при их соприкосновении.
В конце XVIII в. появляются научные работы, опровергающие теорию теплорода. В 1798 г. английский ученый Румфорд провел эксперимент, в котором к внутренней поверхности орудийного ствола был прижат тупой резец. Румфорд обнаружил, что в результате трения резца о ствол температура ствола возрастала вследствие выделения тепла. При этом было установлено, что тепло в этом опыте может выделяться столь долго, сколь долго вращается орудийный ствол, из чего ученый сделал вывод о том, что «если изолированное тело или система тел способны без ограничения производить теплоту, то эта теплота не может быть материальной субстанцией» и что «только движение в состоянии обеспечить непрерывное возбуждение и распространение тепла в наших опытах».

## Опыт Джоуля

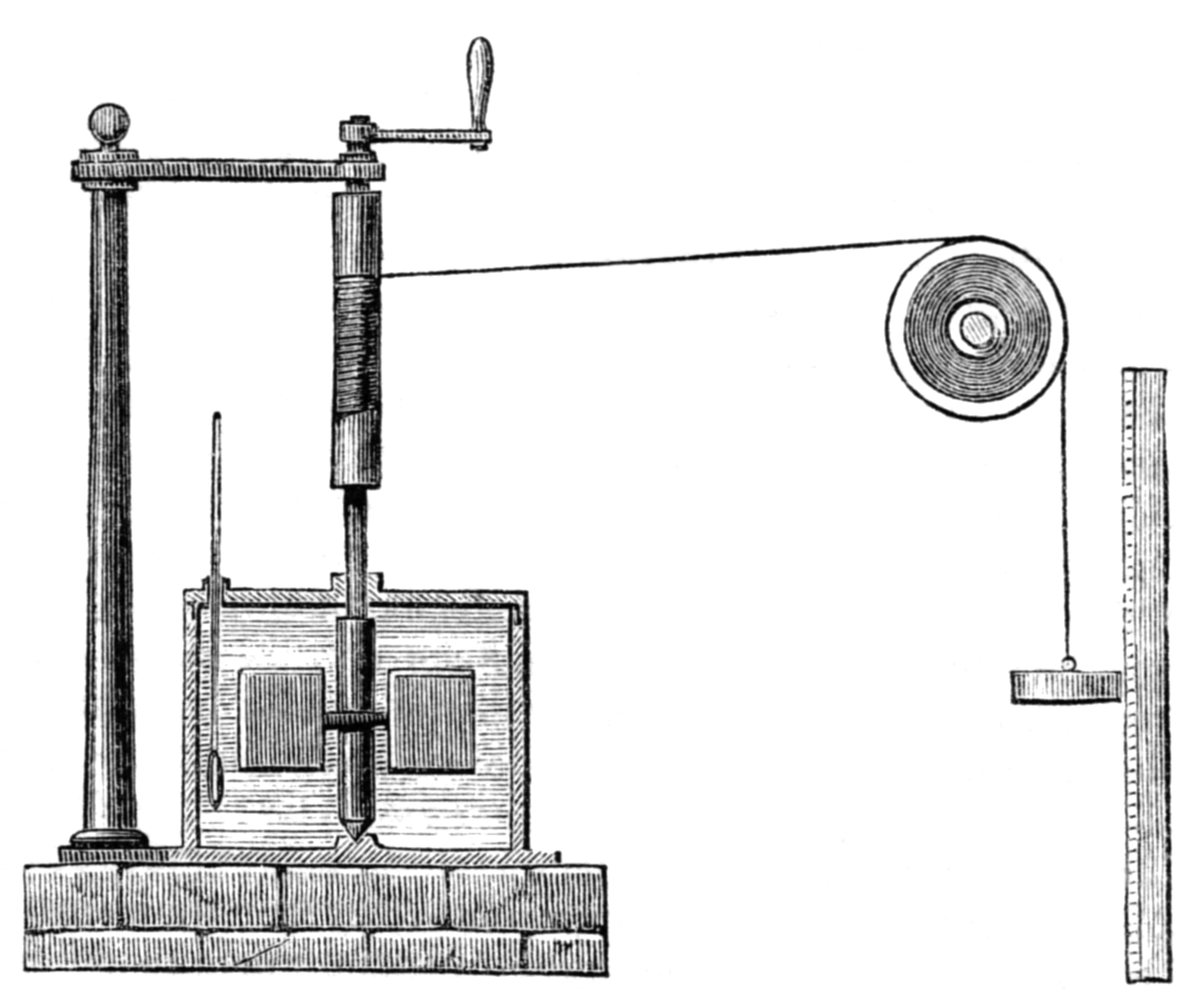
Установка Джоуля для измерения механического эквивалента теплоты

В 1843—1850 гг. английский физик Джеймс Джоуль провел опыты, целью которых было установление соотношения между работой, затрачиваемой при выделении тепла, и количеством выделившегося тепла. В теплоизолированный медный сосуд, заполненный водой, Джоуль поместил мешалку, снабжённую лопастями. К стенкам сосуда также были прикреплены лопатки, затрудняющие свободное движение воды при вращении мешалки. Мешалка приводится во вращение за счёт опускания связанного с ней тросом через блок груза весом {\displaystyle G}. При опускании на высоту {\displaystyle \Delta h} работа, производимая грузом (и, следовательно, мешалкой), равняется убыли потенциальной энергии груза {\displaystyle G\Delta h}. Тепло, выделившееся в сосуде с водой, вычисляется по повышению температуры воды, измеряемой термометром.
В результате серии опытов Джоуль установил, что при затрате одного и того же количества работы выделяется одно и то же количество тепла. Таким образом, было показано, что количество полученного тепла эквивалентно количеству затраченной работы. Это соотношение было справедливо и при совершении работы за счёт затраты тепла.
Вскоре после опытов Джоуля была разработана молекулярно-кинетическая теория вещества, в соответствии с которой теплота является энергией хаотического теплового движения микрочастиц, составляющих тепло.

## Соотношение между единицами работы и теплоты
Соотношения между единицами работы и теплоты, выраженных в разных системах единиц измерения, представлены в таблице.
|                       | кгс·м        | Дж      | эрг         | ккал          | кВт⋅ч        |
| --------------------- | ------------ | ------- | ----------- | ------------- | ------------ |
| 1 килограмм-сила-метр | 1            | 9,80665 | 98,0665⋅106 | 2,34228⋅10−3  | 2,72407⋅10−6 |
| 1 Джоуль              | 0,101972     | 1       | 107         | 0,238846⋅10−3 | 0,27778⋅10−6 |
| 1 эрг                 | 10,1972⋅10−9 | 10-7    | 1           | 23,8846⋅10−12 | 27,778⋅10−15 |
| 1 килокалория         | 426,935      | 4186,8  | 41,868⋅109  | 1             | 1,163⋅10−3   |
| 1 киловатт-час        | 367098       | 3,6⋅106 | 36⋅1012     | 859,845       | 1            |